# Lagstiftande makt
Lagstiftande makt, legislativ makt, är en maktinstans i demokratiska statsskick som äger rätt att stifta lagar. Som regel har en lagstiftande församling den lagstiftande makten.
I parlamentariska statsskick är det denna instans som utser den verkställande makten, och är överställd regeringen. I länder med presidentialism är den verkställande och den lagstiftande makten jämställda och oavhängiga varandra.

## Montesquieus teori
Den lagstiftande makten är en av de tre maktinstanserna i den av Montesquieu grundade maktdelningsprincipen. Enligt Montesquieu finns ingen frihet i ett land om inte den lagstiftande makten skiljs från den verkställande makten, eftersom det väcker farhågor om att regenten eller senaten skulle författa tyranniska lagar. 
Eftersom lagarna ankommer folket borde det vara de som stiftade dessa, men då detta är omöjligt i stora stater, anser Montesquieu att folket kan välja representanter att avgöra vad de inte själva har möjlighet till. Att folket som kollektiv borde välja sina representanter är unikt för den lagstiftande makten i Montesquieus doktrin. Men även en aristokrati kan representera folket, anser Montesquieu. Om aristokratin skulle väljas på samma grunder som folket, skulle friheten bli deras slaveri. Därför, menar Montesquieu, är det bäst att aristokratin får en del av den lagstiftande makten.
Även om den lagstiftande makten inte har rätt att ta sig samma befogenheter som den verkställande, bör den kontrollera hur lagarna omsätts i praktiken av den dömande makten. De bör inte pröva specifika fall, menar Montesquieu, men dock klaga och ifrågasätta hur den dömande makten klarat av sina uppgifter — som ju bestäms av lagarna. Om den dömande makten misskött sig ska den ställas till svars inför aristokratin. Likaledes om den verkställande maktens armé misskött sig, ska den lagstiftande makten ha rätt att upplösa armén.
Enligt Montesquieu var det bristen av en fungerande lagstiftande makt som fick Rom på fall.

## Former av lagstiftande makt
I de flesta fall består den lagstiftande makten av en eller flera kammare eller hus; församlingar där frågor diskuteras och röstas om. Den lagstiftande makten är vanligen bikameral eller unikameral. När två kammare är helt separata, benämns de överhus eller senat och underhus eller nationalförsamling. I Sydafrika under apartheidregimen förekom trikameralt system. 
I parlamentaristiska system är ofta underhuset det mäktigaste, men i presidentalism är husen jämställda och oavhängiga. I federationer brukar typiskt överhuset representera delstaterna.

## Lagstiftarnas makt
Hur mycket makt lagstiftarna har varierar kraftigt. I diktaturer där de behållit ett separat lagstiftande organ, har denna gått regimens vägar. Som regel ska den lagstiftande maktens beslut godkännas av den verkställande makten. I vilka fall som helst, är det den instansen som utför de nya bestämmelserna.
Det tillkommer ofta den lagstiftande makten att godkänna krigsförklaringar och internationella överenskommelser som den verkställande makten utfärdar och ingår. Även beslut om skatter kan falla på deras bord.